# Super Santos Freestyle
Super Santos Freestyle è un singolo del rapper italiano Lazza, pubblicato il 30 dicembre 2016.

## Tracce
1. Super Santos Freestyle – 1:47

## Formazione
- Lazza - voce, testi
- Low Kidd - produzione